# الانتقاء الجنسي في الإنسان
يتعلق الانتقاء الجنسي عند البشر بمفهوم الانتقاء الجنسي الذي قدمه تشارلز داروين عنصرًا من عناصر نظريته في الانتقاء الطبيعي، لتأثيره في البشر. الانتقاء الجنسي هو طريقة بيولوجية يختار فيها أحد الجنسين شريكه لتحقيق أفضل نجاح إنجابي. يتنافس معظمهم مع آخرين من نفس الجنس للحصول على أفضل رفيق للمساهمة بجينومهم للأجيال القادمة. لقد جسد هذا المفهوم تطورنا سنوات عديدة، لكن الأسباب التي تجعل البشر يختارون شركائهم غير مفهومة. يختلف الانتقاء الجنسي تمامًا في الحيوانات غير البشرية عن البشر لأنهم يشعرون بمزيد من الضغوط التطورية للتكاثر ويمكنهم بسهولة رفض التزاوج. لم يثبت دور الانتقاء الجنسي في التطور البشري مع أن استدامة المرحلة اليرقية قد أشير بأنها ناجمة عن الانتقاء الجنسي البشري. لقد اقترح أن الانتقاء الجنسي أدى دورًا في تطور دماغ الإنسان الحديث تشريحيًا، مثلًا الأجزاء المسؤولة عن الذكاء الاجتماعي خضعت لانتقاء إيجابي زخرفةً جنسية لاستخدامها في المغازلة بدلًا من البقاء على قيد الحياة، وقد تطورت بالطرق التي حددها رونالد فيشر في نموذج هارب فيشر. ذكر فيشر أيضًا أن تطور الانتقاء الجنسي كان «مناسبًا أكثر» عند البشر.

## فرضيات عامة
تجادل بعض الفرضيات حول تطور الدماغ البشري بوصفه سمة منتقاة جنسيًا، لأنها لم تمنح اللياقة الكافية ذاتها لتكاليف صيانتها المرتفعة، ربع إلى خمس الطاقة والأكسجين التي يستهلكها الإنسان. يوافق الجمهور الحالي حول النمو التطوري للدماغ البشري على الانتقاء الجنسي عاملًا مساهمًا محتملًا، لكن يؤكد في ذات الوقت أن الذكاء البشري والقدرة على تخزين المعرفة الثقافية ومشاركتها من المُحتمل أن يكون لهما قيمة عالية للبقاء على قيد الحياة أيضًا.

لا يمكن تحديد دور الانتقاء الجنسي في التطور البشري قطعيًا، إذ قد تنجم السمات عن توازن بين الضغوط الانتقائية المتنافسة، بعضها ينطوي على الانتقاء الجنسي، والبعض الآخر عن الانتقاء الطبيعي وغيرها. جادل ريتشارد دوكنز بذلك:
«عندما تلاحظ خاصية لحيوان وتسأل عن قيمة البقاء الداروينية، فإنك قد طرحت سؤالاً خاطئًا. لأن السمة التي اخترتها ليست هي المهمة. ربما تكون قد جاءت فقط لتتماشى مع الوضع»، إذ ربما تقود هذه السمة في أثناء التطور بعض الخصائص الأخرى المرتبطة بتعدد الاتجاهات.»

## فرضية داروين في الانتقاء الجنسي
وصف تشارلز داروين الانتقاء الجنسي بأنه يعتمد على «الميزة التي يتمتع بها أفراد معينون على حساب غيرهم من نفس الجنس والنوع، فقط فيما يتعلق بالتكاثر». لاحظ داروين أن الانتقاء الجنسي من نوعين، وخلص إلى أن كلا النوعين يجري في البشر: «الصراع الجنسي نوعان، في النوع الأول يكون بين أفراد من نفس الجنس، الجنس الذكري عمومًا، من أجل إبعاد أو قتل خصومهم، إذ تكون الإناث ساكنات، في حين يكون الصراع أيضًا بين الأفراد من نفس الجنس، من أجل إثارة أو جذب الجنس الآخر، وهذا يخص الإناث عمومًا، اللائي لم يعدن خاملات، لكن اخترن الشركاء الأكثر قبولًا».
توقع تشارلز داروين أن لحية الذكر، وكذلك فقدان الشعر لدى البشر مقارنة بجميع الثدييات الأخرى تقريبًا، كانت نتيجة الانتقاء الجنسي. ورأى أنه نظرًا إلى أن أجساد الإناث شبه خالية من الشعر، فإن فقدان الفراء كان بسبب الانتقاء الجنسي للإناث في وقت ما قبل التاريخ البعيد عندما كان للذكور قوة انتقائية ساحقة، ومع ذلك أثر في الذكور بسبب الارتباط الجيني بين الجنسين. وافترض أن التناقضات في الانتقاء الجنسي إلى جانب الانتقاء الطبيعي كانت عوامل مهمة في التمايز الجغرافي في المظهر البشري لبعض المجموعات المعزولة، إذ لم يؤمن أن الانتقاء الطبيعي وحده يقدم إجابة مرضية. مع انها غير مفهومة، فإن ملاحظته أن «الجزء الخلفي من الجسم يبرز بطريقة رائعة للغاية» -المعروف باسم الرداحة- في نساء الكويسان يعني الانتقاء الجنسي لهذه الخاصية. في أصل الإنسان، والاختيار فيما يتعلق بالجنس، نظر داروين في العديد من السمات الجسدية التي تختلف حول العالم بوصفها تافهة جدًا للمساهمة في البقاء على قيد الحياة لدرجة أنه استنتج أن بعض المدخلات من الانتقاء الجنسي كانت مطلوبة لتفسر وجودها. وأشار إلى أن الاختلاف في هذه السمات بين مختلف شعوب العالم يعني أن معايير اختيار شريك الإنسان يجب أن تكون مختلفة تمامًا إذا كان التمركز مشابهًا، وهو نفسه يشك في ذلك.

## ازدواج الشكل الجنسي
إن التأثيرات في تكوين الدماغ البشري خلال فترة البلوغ ترتبط مباشرةً بالتغيرات الهرمونية. دُرست تأثيرات الهرمونات ولديها فهم أكثر محدودية من التأثيرات المباشرة لجين الكروموسوم الجنسي. إن عدم التطابق بين سن البلوغ البيولوجي وسن النضج الاجتماعي في المجتمع الغربي له توقعات نفسية على الأطفال. مع سن البلوغ، يكون الرجال عادةً أكثر شعرًا من النساء، وداروين رأى أن الصلع مرتبط بالانتقاء الجنسي، ومع ذلك، فقد قدمت العديد من التفسيرات الأخرى لشرح فقدان الشعر عند الإنسان، ومن أهمها تساقط شعر الجسم لتسهيل عملية التعرق. ترتبط هذه الفكرة ارتباطًا وثيقًا بتأكيد الحاجة المقترحة لزيادة الحماية الضوئية وهي جزء من التفسير العلمي الأكثر شيوعًا لتطور السمات الصباغية.
ربما يصعب إثبات أن سمة ما سببها الانتقاء الجنسي بواسطة طرق الارتباط، إذ قد تنجم السمات عن ضغوط انتقائية مختلفة، بعضها ينطوي على الانتقاء الجنسي، البعض الآخر الانتقاء الطبيعي وقد يكون البعض عرضيًا ويرجع ذلك إلى تعدد المظاهر. مثلًا، من المعروف أن الرئيسيات أحادية الزواج تظهر عادة القليل من ازدواج -ثنائية- الشكل الجنسي مثل الذكور الكبيرة بشكل خاص الذين يمتلكون أنيابًا ضخمة، ومع ذلك، يمكن الذكور القوية كبيرة الأسنان توفير الحماية ضد الحيوانات المفترسة وقد تكون أكبر لهذا السبب، لا من أجل التفوق في المنافسة على الإناث. يمكن الذكور والإناث من ذوي الأحجام المختلفة أن يتخصصوا ويستغلوا موارد غذائية مختلفة بالكامل مع تجنب التنافس معًا، وقد يكون حجم الجسم مفيدًا في تجنب الحيوانات المفترسة وقد يساعد أيضًا في تأمين شريك. يزداد الأمر تعقيدًا بالنظر إلى أنه مع كبر حجم الجسم، يصبح الهيكل العظمي للثدييات أكثر قوة وكتلة. مع أخذ هذه التحذيرات بعين الاعتبار، يُنظر إلى مستويات ازدواج -ثنائية- الشكل الجنسي عمومًا بوصفها علامة على الانتقاء الجنسي.

### التشريح الجنسي
استُخدمَت نظرية الانتقاء الجنسي لشرح عدد من السمات التشريحية للإنسان. وتشمل هذه الثدي المستدير، شعر الوجه، شعر العانة وحجم القضيب. أثداء الرئيسيات مسطحة، لكنها قادرة على إنتاج الحليب الكافي لإطعام صغارها. تمتلئ أثداء الإناث غير المرضعات بالأنسجة الدهنية لا بالحليب. لذا اقتُرح أن ثدي الأنثى المستدير إشارة دالة على الخصوبة. توقع دوكنز أن فقدان عظم القضيب عند البشر، في حين ظل موجودًا في الرئيسيات الأخرى، قد يكون بسبب الانتقاء الجنسي للإناث التي تبحث عن علامة واضحة للصحة الجيدة في الشركاء المحتملين. نظرًا إلى أن الانتصاب البشري يعتمد على نظام ضخ هيدروليكي، فإن فشل الانتصاب يمثل إنذارًا لأنواع معينة من اعتلال الصحة الجسدية والعقلية.
يمتلك جنس البشرانيين قضيبًا أسمك من سائر القردة العليا، مع أنه في المتوسط ليس أطول من الشمبانزي. لقد اقتُرح أن تطور القضيب البشري نحو الحجم الأكبر كان نتيجة لاختيار الإناث، لا المنافسة على الحيوانات المنوية، التي تفضل عمومًا الخصيتين الكبيرتين.